# Philippe Étienne

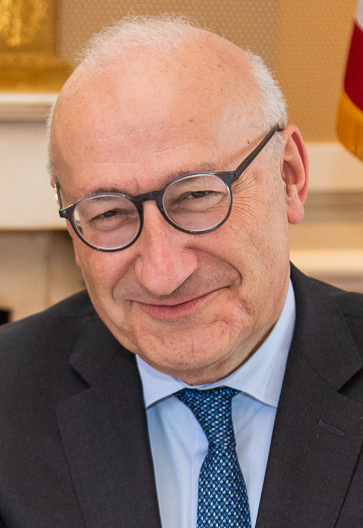
Philippe Étienne in 2020

Philippe Noël Marie Marc Étienne (Neuilly-sur-Seine, 24 december 1955) is een Frans diplomaat. Hij werd op 15 mei 2017 diplomatiek adviseur van president Emmanuel Macron, een functie die hij tot 20 mei 2019 bekleedde. Ook was hij ambassadeur in Roemenië (2002-2005), Duitsland (2014-2017) en de Verenigde Staten (2019-2023).

## Levensloop
Philippe Étienne heeft een aantal diploma's:
- École normale supérieure (rue d'Ulm; promotie, 1974),
- École nationale d'administration (promotie Voltaire, 1980),
- geaggregeerde in wiskunde,
- licentiaat in economische wetenschappen,
- gediplomeerde van het Institut national des langues et civilisations orientales.

Hij koos voor een carrière als diplomaat en was achtereenvolgens:
- attaché op de Franse ambassade in Belgrado (1981-1983),
- attaché in Bonn (1985-1987),
- attaché Franse permanente vertegenwoordiging bij de Europese Unie (1988-1991 en 1997-2002),
- adviseur coöperatie en cultuur op de ambassade in Moskou (1991-1994),
- Frans ambassadeur in Boekarest (2002-2005),
- directeur-generaal van de internationale samenwerking en ontwikkeling, voorzitter van het Agence pour l'enseignement du français à l'étranger (AEFE) (2004-2007).
- technisch adviseur bij minister voor Europese Zaken Bernard Bosson (1987-1988),
- adjunct-directeur op het kabinet van minister van Buitenlandse Zaken Hervé de Charette (1995-1997),
- directeur op het kabinet van minister van Buitenlandse en Europese Zaken Bernard Kouchner (2007-2009),
- permanent vertegenwoordiger bij de Europese Unie (2009-2014),
- Frans ambassadeur in Berlijn (2014-2017),
- Frans ambassadeur in Washington (2019-2023).

In april 2017 werd hij tot ambassadeur in Moskou benoemd, maar nog voor hij naar die post kon vertrekken, werd hij benoemd tot diplomatiek adviseur van de nieuwe president, Emmanuel Macron. In 2019 vertrok hij van deze functie om ambassadeur in Washington te worden.